# Individuella neutrala idrottare i olympiska sommarspelen 2024
Individuella neutrala idrottare var benämningen som användes för att representera godkända individuella ryska och belarusiska idrottare vid de olympiska sommarspelen 2024, efter att internationella olympiska kommittén (IOK) förbjöd dessa länders tidigare benämningar på grund av den ryska invasionen av Ukraina 2022 som fortsatte under spelens gång. IOK:s landskod för dessa idrottare är AIN, från franska athlètes individuels neutres.
Delegationen förbjöds att använda den olympiska flaggan och den olympiska hymnen, vilket var den vanliga sedvanan för neutralt utsedda idrottare i tidigare spel. Istället använde de en turkosfärgad flagga med en cirkulär AIN-emblem och en unik instrumental hymn, som båda tilldelades av IOK. Individuella neutrala idrottare var tvungna att först genomgå en bakgrundskontroll och sedan godkännas av varje idrotts internationella federation, och därefter av en särskild panel som skapades av IOK för ändamålet. På grund av att AIN deltog som en neutralt grupp med vissa restriktioner, deltog inte delegationen i nationsparaden under invigningsceremonin och fick ingen officiell ranking i medaljtabellerna.

## Tävlande
Lista över antalet tävlande i spelen som gick under benämningen individuella neutrala idrottare:
| Sport         | Herrar  | Herrar   | Damer   | Damer    | Totalt |
| Sport         | Belarus | Ryssland | Belarus | Ryssland | Totalt |
| ------------- | ------- | -------- | ------- | -------- | ------ |
| Brottning     | 2       | 0        | 0       | 0        | 2      |
| Cykling       | 0       | 1        | 1       | 2        | 4      |
| Gymnastik     | 1       | 0        | 1       | 1        | 3      |
| Kanotsport    | 1       | 2        | 1       | 1        | 5      |
| Rodd          | 1       | 0        | 1       | 0        | 2      |
| Simning       | 1       | 1        | 2       | 0        | 4      |
| Skytte        | 0       | 0        | 2       | 0        | 2      |
| Taekwondo     | 1       | 0        | 0       | 0        | 1      |
| Tennis        | 0       | 3        | 0       | 4        | 7      |
| Tyngdlyftning | 1       | 0        | 1       | 0        | 2      |
| Totalt        | 8       | 7        | 9       | 8        | 32     |

## Medaljörer
| Medalj | Namn                           | Nation   | Sport        | Gren                    | Datum      |
| ------ | ------------------------------ | -------- | ------------ | ----------------------- | ---------- |
| Guld   | Ivan Litvinovitj               | Belarus  | Gymnastik    | Herrarnas trampolin     | 2 augusti  |
| Silver | Vijaleta Bardziloŭskaja        | Belarus  | Gymnastik    | Damernas trampolin      | 2 augusti  |
| Silver | Jaŭhenij Zalaty                | Belarus  | Rodd         | Herrarnas singelsculler | 3 augusti  |
| Silver | Mirra Andrejeva Diana Shnaider | Ryssland | Tennis       | Damdubbel               | 4 augusti  |
| Brons  | Jaŭheni Tsichantsoŭ            | Belarus  | Tyngdlyfting | Herrarnas 102 kg        | 10 augusti |

## Gymnastik
| Idrottare               | Från     | Gren    | Kval   | Kval  | Final  | Final |
| Idrottare               | Från     | Gren    | Poäng  | Plac. | Poäng  | Plac. |
| ----------------------- | -------- | ------- | ------ | ----- | ------ | ----- |
| Ivan Litvinovitj        | Belarus  | Herrar  | 63,420 | 1 Q   | 63,090 | 1     |
| Anzjela Bladtseva       | Ryssland | Damerna | 55,640 | 4 Q   | 55,020 | 5     |
| Vijaleta Bardziloŭskaja | Belarus  | Damerna | 56,340 | 2 Q   | 56,060 | 2     |

## Rodd
| Idrottare          | Från    | Gren                    | Heat    | Heat  | Återkval | Återkval | Kvartsfinal | Kvartsfinal | Semifinal | Semifinal | Final   | Final |
| Idrottare          | Från    | Gren                    | Tid     | Plac. | Tid      | Plac.    | Tid         | Plac.       | Tid       | Plac.     | Tid     | Plac. |
| ------------------ | ------- | ----------------------- | ------- | ----- | -------- | -------- | ----------- | ----------- | --------- | --------- | ------- | ----- |
| Jaŭhenij Zalaty    | Belarus | Herrarnas singelsculler | 6:51,45 | 1     | Vidare   | Vidare   | 6:49,27     | 1           | 6:39,01   | 2         | 6:42,96 | 2     |
| Tatsiana Klimovich | Belarus | Damernas singelsculler  | 7:34,31 | 2     | Vidare   | Vidare   | 7:34,30     | 3           | 7:26,56   | 5         | 7:25,61 | 8     |

## Tennis
| Idrottare                              | Från     | Gren        | 64:dels                         | 32:dels                                         | 16:dels                                | Kvartsfinal                             | Semifinal                               | Final / BM                                | Final / BM       |
| Idrottare                              | Från     | Gren        | Motståndare Resultat            | Motståndare Resultat                            | Motståndare Resultat                   | Motståndare Resultat                    | Motståndare Resultat                    | Motståndare Resultat                      | Plac.            |
| -------------------------------------- | -------- | ----------- | ------------------------------- | ----------------------------------------------- | -------------------------------------- | --------------------------------------- | --------------------------------------- | ----------------------------------------- | ---------------- |
| Daniil Medvedev                        | Ryssland | Herrsingel  | Hijikata (AUS) V 6–2, 6–1       | Ofner (AUT) V 6–2, 6–2                          | Auger-Aliassime (CAN) F 3–6, 6–7(5–7)  | Gick inte vidare                        | Gick inte vidare                        | Gick inte vidare                          | Gick inte vidare |
| Roman Safiullin                        | Ryssland | Herrsingel  | Tabilo (CHI) V 6–4, 6–4         | Etcheverry (ARG) V 6–0, 7–6(7–1)                | Alcaraz (ESP) F 4–6, 2–6               | Gick inte vidare                        | Gick inte vidare                        | Gick inte vidare                          | Gick inte vidare |
| Pavel Kotov                            | Ryssland | Herrsingel  | Wawrinka (SUI) F 1–6, 1–6       | Gick inte vidare                                | Gick inte vidare                       | Gick inte vidare                        | Gick inte vidare                        | Gick inte vidare                          | Gick inte vidare |
| Daniil Medvedev Roman Safiullin        | Ryssland | Herrdubbel  | –                               | Krawietz / Pütz (GER) F 4–6, 4–6                | Gick inte vidare                       | Gick inte vidare                        | Gick inte vidare                        | Gick inte vidare                          | Gick inte vidare |
| Jekaterina Aleksandrova                | Ryssland | Damsingel   | Yuan (CHN) F 5–7, 7–6(7–0), 2–6 | Gick inte vidare                                | Gick inte vidare                       | Gick inte vidare                        | Gick inte vidare                        | Gick inte vidare                          | Gick inte vidare |
| Mirra Andrejeva                        | Ryssland | Damsingel   | Linette (POL) F 3–6, 4–6        | Gick inte vidare                                | Gick inte vidare                       | Gick inte vidare                        | Gick inte vidare                        | Gick inte vidare                          | Gick inte vidare |
| Diana Shnaider                         | Ryssland | Damsingel   | Cocciaretto (ITA) V 6–2, 7–5    | Wang (CHN) F 3–6, 1–6                           | Gick inte vidare                       | Gick inte vidare                        | Gick inte vidare                        | Gick inte vidare                          | Gick inte vidare |
| Jekaterina Aleksandrova Jelena Vesnina | Ryssland | Damdubbel   | –                               | Muchová / Nosková (CZE) F 6–2, 6–7(5–7), [6–10] | Gick inte vidare                       | Gick inte vidare                        | Gick inte vidare                        | Gick inte vidare                          | Gick inte vidare |
| Mirra Andrejeva Diana Shnaider         | Ryssland | Damdubbel   | –                               | Gadecki / Tomljanović (AUS) V 6–3, 2–6, [10–6]  | Dabrowski / Fernandez (CAN) V 6–4, 6–0 | Krejčíková / Siniaková (CZE) V 6–1, 7–5 | Bucșa / Sorribes Tormo (ESP) V 6–1, 6–2 | Errani / Paolini (ITA) F 6–2, 1–6, [7–10] | 2                |
| Mirra Andreeva Daniil Medvedev         | Ryssland | Mixeddubbel | –                               | –                                               | Errani / Vavassori (ITA) F 3–6, 2–6    | Gick inte vidare                        | Gick inte vidare                        | Gick inte vidare                          | Gick inte vidare |

## Tyngdlyftning
| Idrottare           | Från    | Gren             | Ryck | Stöt | Totalt | Plac. |
| ------------------- | ------- | ---------------- | ---- | ---- | ------ | ----- |
| Jaŭheni Tsichantsoŭ | Belarus | Herrarnas 102 kg | 183  | 219  | 402    | 3     |
| Siuzanna Valodzka   | Belarus | Damernas 71 kg   | 111  | 135  | 246    | 4     |